# Diocèse de Cap des Palmes
Le diocèse de Cap des Palmas ( Dioecesis Capitis Palmensis ) est un territoire ecclésiastique de l'Église latine ou un diocèse de l'Église catholique au Libéria. Son siège épiscopal est à Cap des Palmes. Le diocèse de Cap des Palmas est un diocèse suffragant de la province ecclésiastique de l'archidiocèse métropolitain de Monrovia.

## Histoire
- 2 février 1950 : Établissement de la préfecture apostolique de Cap des Palmas à partir du Vicariat apostolique du Libéria
- 7 mai 1962 : Promu Vicariat Apostolique de Cap de Palmas
- 19 décembre 1981 : Promu diocèse de Cap des Palmas

## Évêques
- Préfet apostolique du Cap des Palmas
  - Père Francis Carroll, SMA (1950.10.27 – 1960.12.20), nommé vicaire apostolique de Monrovia ; futur archevêque
- Vicaires apostoliques du Cap des Palmas
  - Mgr Nicholas Grimley, SMA (07.05.1962 – 30.07.1972)
  - Mgr Patrick Kla Juwle (30.07.1972 – 18.08.1973)
  - Mgr Boniface Nyema Dalieh (1973.12.17 – 1981.12.19) ; voir ci-dessous
- Évêques de Cap des Palmas
  - Mgr Boniface Nyema Dalieh (19.12.1981 - 15.10.2008) ; voir ci-dessus
  - Mgr Andrew J. Karnley (en) (depuis le 30/04/2011)

### Autre prêtre de ce diocèse devenu évêque
- Benoît Dotu Sekey, nommé évêque de Gbarnga en 1986